# Manipulacja (psychologia)

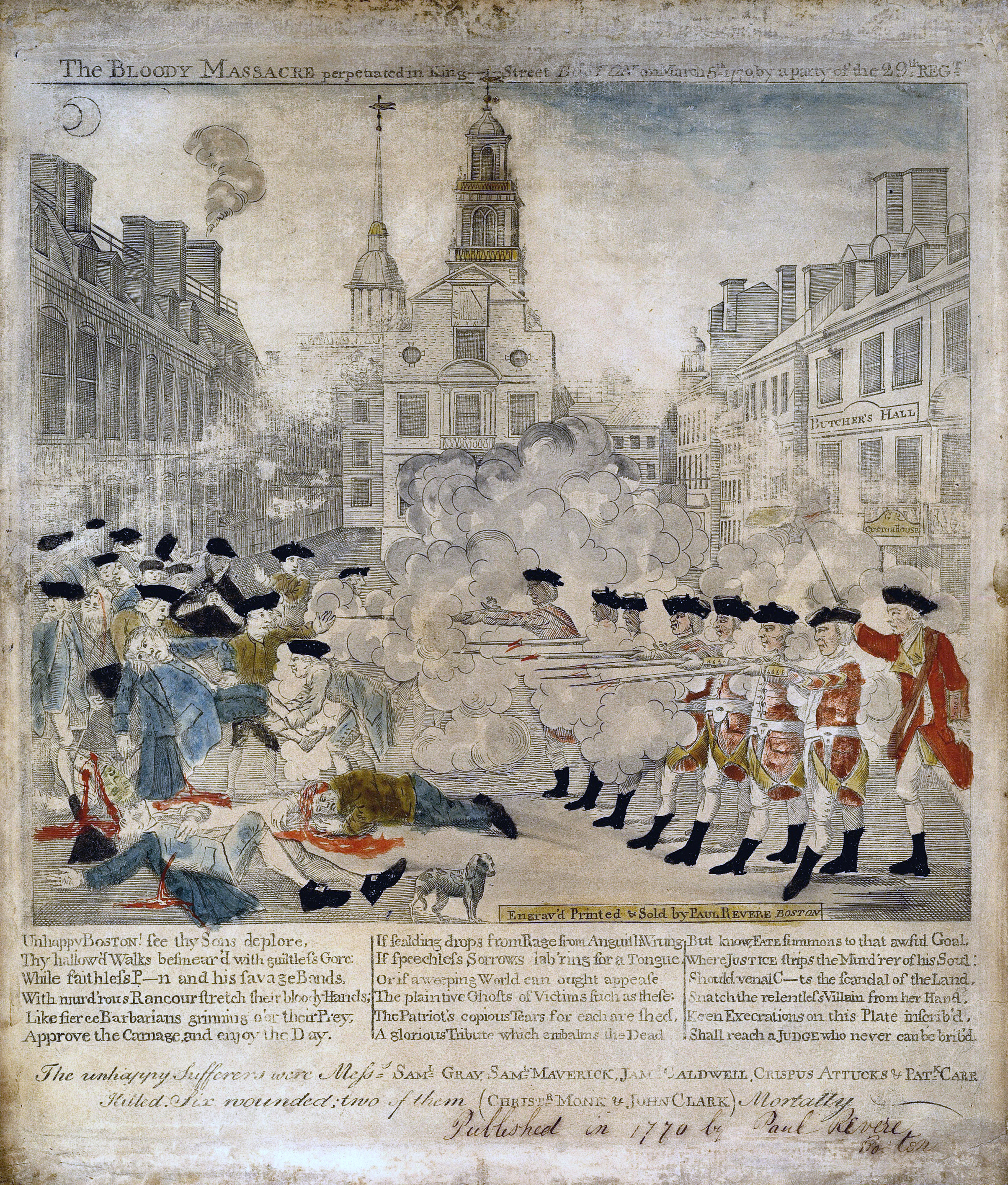
Sensacyjny portret masakry w Bostonie (5 marca 1770 r.): Takie obrazy zostały wykorzystane do wywołania niezadowolenia i wspierania jedności amerykańskich kolonistów przeciwko brytyjskiej koronie przed amerykańską wojną o niepodległość.

Manipulacja (łac. manipulatio – manewr, fortel, podstęp; manus – ręka, manipulus – dłoń) – forma wywierania wpływu na osobę lub grupę w taki sposób, by nieświadomie i z własnej woli realizowała cele manipulatora. Umiejętność rządzenia innymi, znajomość zasad dowodzenia, prowadzenia negocjacji, aby skłonić partnera do zmiany zdania.
Inspirowana interakcja społeczna mająca na celu skłonienie osoby lub grupy ludzi do działania sprzecznego z ich dobrze pojętym interesem. Zazwyczaj osoba lub grupa ludzi poddana manipulacji nie jest świadoma środków, przy użyciu których wywierany jest na nią wpływ. Autor manipulacji dąży zwykle do osiągnięcia korzyści osobistych, ekonomicznych lub politycznych kosztem poddawanych niej osób.
Manipulować można treścią i sposobem przekazywania informacji. Manipulację językową często stosuje się w propagandzie i podczas tzw. prania mózgu.
Mimo tego, że manipulacja postrzegana jest jako zachowanie nieetyczne, często używana jest w kontaktach handlowych i negocjacjach.

## Manipulacja w państwach totalitarnych i demokratycznych
W państwach totalitarnych manipulacja jest jednym z podstawowych narzędzi sprawowania władzy nie mniej ważnym niż aparat terroru. Ograniczając wolność zrzeszania się, stosując cenzurę mediów itp. władze kontrolują interakcje społeczne.
W społeczeństwie demokratycznym manipulacja jest bardziej wyrafinowana i mniej widoczna, używana jest przez polityków, np. w kampaniach wyborczych oraz w gospodarce wolnorynkowej w różnych często ukrytych formach w reklamie. Choć w systemach demokratycznych przekraczanie pewnych (niedokładnie określonych) barier w manipulowaniu ludźmi jest niezgodne z prawem. Przykładem mogą być tutaj ograniczenia prawne narzucane reklamom.
Istotnym narzędziem manipulacji opinią publiczną są środki masowego przekazu i jawna bądź niejawna cenzura, oraz działania operacyjne tajnych służb.

## Podejście socjo-kognitywistyczne
W podejściu socjo-kognitywistycznym (według modelu IPK), manipulacja może dotyczyć podstawowych czynników, które wpływają na nasze decyzje, takich jak:
- informacja – najpowszechniejsza, polega na fałszowaniu, deformacji i filtracji faktów (cenzura);
- wiedza – stosowana w szkolnictwie i nauce, dotyczy wyboru, popierania rozwoju i ukrywania pewnej wiedzy;
- preferencje – polega na indoktrynacji poprzez podkreślanie ważności korzystnych dla manipulatora wartości

Nie zawsze obiekt manipulacji jest ostatecznym celem manipulatora. Na przykład podburzanie opinii publicznej przeciw cudzoziemcom może umożliwić demokratyczne uchwalenie praw ograniczających wolności obywatelskie zwiększając władzę aparatu państwa.
Społeczeństwa o niskim poziomie upowszechnienia szkolnictwa lub w trudnej sytuacji ekonomicznej są bardziej podatne na manipulację.
Środkami manipulacji mogą być:
- aktywne techniki psychologiczne – np. tworzenie nastroju chwili;
- użycie sygnałów dźwiękowych wpływających na świadomość i system decyzyjny;
- odurzenie (środkami farmakologicznymi, alkoholem);
- obietnice bez pokrycia;
- manipulacja pozycji;
- wyszukanie słabych punktów osobnika i wywarcie wpływu na nie;
- wykorzystanie nieuwagi i podsunięcie gotowych rozwiązań, nie przedstawiając pełnego obrazu (np. umowy);
- system aktywnego wywarcia wpływu na manipulowanego poprzez niepozostawienie mu możliwości wyboru (np. w sektach destrukcyjnych);
- zdobycie sympatii manipulowanego[4];
- sprawianie wrażenia niedostępności dobra reklamowanego[4];
- podkreślanie wyświadczonej (faktycznie bądź pozornie) przysługi[4];
- odwoływanie się do autorytetów[4].

## Techniki manipulacji wedługRoberta Cialdiniego
Autor książki Wywieranie wpływu na ludzi. Teoria i praktyka do podstawowych technik wywierania wpływu zalicza:
1. Społeczny dowód słuszności – jeśli inni ludzie postępują w pewien sposób, to oznacza to, że ten sposób postępowania jest prawidłowy.
2. Reguła lubienia i sympatii – skłonność do ulegania wpływom osób nam podobnych i lubianych przez nas.
3. Reguła wzajemności – wynika z tzw. prawa odwzajemniania, czyli wewnętrznego przymusu odwzajemnienia się za coś, co dla nas zrobiono.
4. Reguła zaangażowania i konsekwencji – podążanie za działaniami, w które się już zaangażowaliśmy.
5. Wpływ autorytetu – uleganie wpływom autorytetów i insygniów, np. munduru.
6. Reguła niedostępności – większa atrakcyjność rzeczy, nawet tylko pozornie trudno dostępnych.

W praktyce synergię wykazuje stosowanie kilku wymienionych technik jednocześnie.